# IC 4223
IC 4223 ist eine Balken-Spiralgalaxie vom Hubble-Typ S im Sternbild Jungfrau auf der Ekliptik. Sie ist schätzungsweise 663 Millionen Lichtjahre von der Milchstraße entfernt und hat einen Durchmesser von etwa 120.000 Lichtjahren.

Im selben Himmelsareal befinden sich u. a. die Galaxien NGC 5059, NGC 5071, NGC 5075, NGC 5080.
Das Objekt wurde am 12. April 1899 vom französischen Astronomen Guillaume Bigourdan entdeckt.